# Tanečnice (Vsetínské vrchy)
Tanečnice (též Vsacká Tanečnice) (nem. Hexenberg) je osmý nejvyšší vrchol Vsetínských vrchů i celé Hostýnsko-vsetínské hornatiny, s nadmořskou výškou 911 m. Leží na hlavním hřebeni Vsetínských vrchů, 8 km jiho-jihovýchodně od Rožnova pod Radhoštěm.

## Název
Podle pověsti žila kdysi v nedalekém údolí Brodské matka s dospělou dcerou. Dcera byla do světa a nevynechala žádnou tancovačku v okolí. Jednou matka churavěla a nechtěla dceru na zábavu pustit, ta ale utekla, v hospodě Čarták pod Soláněm protančila celou noc a ráno se brodila sněhem zpátky domů. Tam ale nedošla a její mrtvé tělo našli až na jaře dřevorubci, právě pod vrcholem této hory.

## Přístup
Přímo přes vrchol nevede žádná cesta, červeně a modře značená cesta vrchol obchází ve vzdálenosti 200 metrů. Nejsnazší přístup vede ze severu, od rozcestí Vsacká Tanečnice – památník. Na vrcholu je k dispozici vrcholová kniha.